# Cubitos de hielo (película de 1956)
Cubitos de hielo es una película en blanco y negro de Argentina dirigida por Juan Sires sobre guion de Julio Porter y Raúl Gurruchaga que se estrenó el 20 de septiembre de 1956 y que tuvo como protagonistas a José Cibrián, Ana María Campoy, Francisco Álvarez y Tito Gómez .

## Sinopsis
Un hombre compra una heladera para su esposa y los constantes desperfectos causan problemas en la familia.

## Reparto
- José Cibrián
- Ana María Campoy
- Francisco Álvarez
- Tito Gómez
- María Luisa Santés
- Mario Baroffio
- Pepita Meliá
- Delfy Miranda
- Julián Pérez Ávila
- Adolfo Gallo
- Diana Stevani
- Germán Vega
- Zulma Grey
- Diego Marcote
- Alejandro Rey
- Alberto Barcel
- Ana María Cassan
- Rafael Diserio

## Comentarios
El Mundo opinó sobre el filme:

”La acción es rápida y acumula …chistes de todo calibre…cómica.”

Manrupe y Portela escriben:

”Floja comedia con un asunto absurdo que intenta en vano parecerse a las buenas y sólo consigue aburrir.”